# ОШ „Драган Лукић” Нови Београд
ОШ „Драган Лукић“ једна је од основних школа на Новом Београду. Налази се у улици Неде Спасојевић 6 на Бежанијској коси.
Школа је основана 2011. године на простору од 7500 m2 у оквиру акције „Школа за 100 дана”, а као дан школе прославља се 30. новембар. Током 2011/2012. године, школу су похађала 702 ученика, а она је потпуно прилагођена особама са инвалидитетом. Школа садржи 32 учионице, библиотеку, свечану вишенаменску салу, фискултурну салу, кухињу, школско двориште са игралиштем, атлетском стазом, теренима за кошарку, одбојку и рукомет, као и травнати терен за ниже разреде. У школи се уче енглески, француски и немачки језик.
Име је добила по српском песнику за децу, Драгану Лукићу.